# Dayingite
La dayingite è un varietà di malanite ricca di cobalto. Inizialmente era stata classificata come specie a sé stante.